# Crist de la Concòrdia
Crist de la Concòrdia (Cristo de la Concordia) és una estàtua de Jesucrist situada al Turó de Sant Pere, a l'est de Cochabamba, a Bolívia. És accessible amb telefèric, amb cotxe de línia o caminant. L'estàtua té 34,2 metres d'alt, en un pedestal de 6,24 metres, el que suma un total de 40,44 metres.

## Construcció

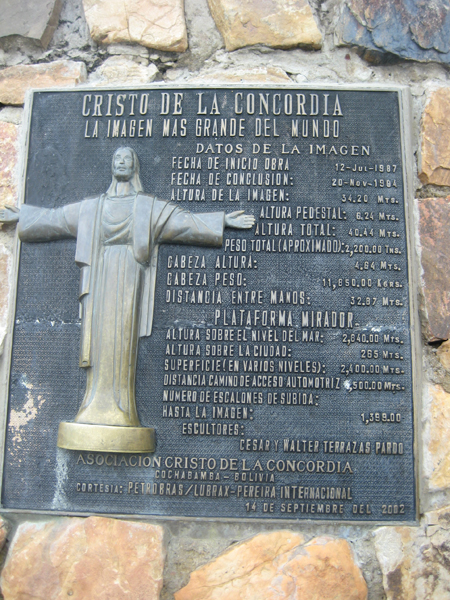
Placa descrivint l'estàtua de Cochabamba, Bolívia.

La construcció de l'estàtua va començar el 12 de juliol de 1987, i es va acabar el 20 novembre 1994. Va ser dissenyada per César i Wálter Terrazas Pardo, i elaborada a partir de l'estàtua Crist Redemptor de Rio de Janeiro. Està situada 265 metres per sobre de la ciutat de Cochabamba, a 2.840 metres sobre el nivell del mar. Quan va acabar esdevingué l'estàtua més gran de Jesucrist del món, tot i que altres l'han superat. Pesa 2.200 tones. El cap de l'estàtua té 4,64 metres d'alt, i pesa 11.850 quilos. Els braços tenen 32,87 metres.

## Disseny
L'estàtua és lleugerament més petita que el Crist Rei de Świebodzin de Polònia (36 metres d'alt comptant la corona de 2 metres) i més alta que el Christ Redemptor de 30 metres de Rio de Janeiro, Brasil, cosa que la situa, segons algunes classificacions, com la segona estàtua més gran de Jesucrist en el món. És la tercera estàtua més gran de l'Hemisferi Del sud, després de l'estàtua de la Verge del a Pau de Veneçuela, i l'estàtua de santa Rita de Brasil. La mà esquerra assenyala el sud, i la dreta indica el nord.